# A bosszú börtönében
A bosszú börtönében (eredeti cím: Lock Up)  1989-ben bemutatott amerikai thrillerfilm, főszereplő Sylvester Stallone és Donald Sutherland. A filmet John Flynn rendezte, a zenét Bill Conti komponálta, aki Stallone korábbi filmjében, a Rocky-ban is készítette a zenei anyagot.

## Cselekménye
|  | Alább a cselekmény részletei következnek! |

Frank Leone (Sylvester Stallone) igazi mintafegyenc, még kimenőt is kap, ami alatt barátnőjével találkozik. Frank a legmesszebbmenőkig betartja a börtön szabályait. Nem csak a rabtársai, hanem az őrök is barátian viszonyulnak hozzá. Frank tudja, hogy a rácsokon túl alig több mint fél év múlva egy új élet és egy szerető barátnő várja.
Egy napon a kisebb bűncselekményeket elkövetett elítéltek minimális biztonságú börtönéből átszállítják Franket az ország egyik legkeményebben őrzött, szigorított fegyintézetébe.
Az ügy háttérében a másik börtön kegyetlen igazgatója, Warden Drumgoole (Donald Sutherland) áll, aki személyes bosszúra készül. Frank korábban megszökött abból a börtönből, ahol Drumgoole igazgató volt. A sajtó Frank mellé állt, az igazgatót pedig rossz színben tüntették fel, ezért felettesei büntetésből ebbe a börtönbe helyezték át. Drumgoole  úgy érzi, eljött az idő, hogy bosszút álljon: minden piszkos módszert bevet, hogy a szabadulás előtt álló elítéltet gyilkosságra vagy szökési kísérletre kényszerítse, meghosszabbítva ezzel újabb hosszú évekkel Leone rabságát. 
Mivel Frank civilben autószerelő, a benti műhelyben az egyik elítélt féltett autóján kezd bütykölni. A munkába a többiek is beszállnak és szinte egy vadonatúj autó születik a kezük alatt. Mivel egy húszéves srác még nem tud autót vezetni, Frank tanítgatja és azt is megengedi neki, hogy 10 másodpercre beindítsa a motort. Ő azonban képtelen ellenállni a tűzpiros Ford duruzsoló hangjának, és kitör a garázsból a börtönudvarra, ahol az őrök lőni kezdenek rá. Végül megáll, de nem őt, hanem Franket bünteti meg az igazgató. Előbb szétvereti a kocsit, majd Frank 6 hét magánzárkát kap (hármat kell letöltenie végül belőle, mert az egyik őr szimpatizál vele), amiben rendszertelen időközönként erős lámpát kapcsolnak fel, mire Franknek fel kell állnia és bemondania a nevét és azonosító számát. A sötétben eleinte testgyakorlást végez, az igazgató látva ezt megvonatja a fél élelmiszer-adagját. 
Dallas (aki 30 éves büntetését tölti) korábban azt az ötletet vetette fel, hogy a fűtéscsövek mentén meg lehetne szökni, mert azok csatornája kivezet az épületből. Frank felvilágosítja, hogy a csövekben 85 fokos víz van, így nem tudná megfogni, anélkül, hogy megégne. Így az ötletet elvetik.
A börtönudvaron egy bandavezér többször provokálja Franket, de ő nem támad vissza. Később kiderül, hogy a bandavezért az igazgató ösztönözte a provokációkra. Mivel a korábbi akciók nem váltak be, Frank fiatal haverját elkapják az őrök közreműködésével, és balesetnek álcázva megölik (a súlyzót a mellkasára ejtik). Frank ezen feldühödik, nekitámad a bandavezérnek és agyba-főbe veri. Amikor felemeli a súlyzókat, hogy az eszméletlen ember mellkasára ejtse, felnéz az igazgató ablakára, észbe kap, és visszaereszti a súlyt. Valaki azonban egy csavarhúzóval hátulról megszúrja vesetájékon, ezért Frank a gyengélkedőbe kerül.
Ott a barátnője meglátogatja. Franknek ekkor már csak 3 hete van a szabadulásig. Amikor már felkelhet az ágyból, egy tolókocsiban ülő elítélt azt mondja neki, hogy ő két nap múlva szabadul, és eldicsekszik vele, hogy ha kikerül, azonnal lesz „munkája”, egy nőt meg kell erőszakolnia és ezért kétezer dollárt kap, majd felmutatja Frank barátnőjének fényképét. Frank telefonálni akar, de erre nem kap engedélyt, ezért azonnal elhatározza, hogy megszökik. A szökésbe Dallast is bevonja, mivel több dolgot csak ő tud beszerezni.
Az akció jól indul, lejutnak a csatornába, ahol egy ponton nem tudnak megegyezni, hogy merre kell menniük, végül Frank Dallasra hallgat, azonban ez csapdának bizonyul, egy teremben őrök várnak rájuk. Dallas bevallja, hogy megegyezett az igazgatóval, a büntetése enyhítése fejében oda fogja csalni Franket. Az igazgató letagadja a dolgot. Verekedésre kerül sor az őrök és az elítéltek között. A kegyetlen őrök „jutalmul” jól összeverik Dallast, majd a csatornába dobják, azonban ekkor még nem hal meg. Frank összeverekszik egy szadista őrrel. Dallas közbeavatkozik és villamos vezetéket nyom a vízbe (amiben ő maga is van), így az őr és Dallas meghalnak. Frank tovább menekül, de tisztában van vele, hogy sok helyen kamerák vannak és őt nagy erőkkel keresik. Váratlanul az igazgató szobájában bukkan fel. Egy késsel arra kényszeríti, hogy elmenjen vele a kivégzőszobába (amit már évek óta nem használtak, de az igazgató megmutatta Franknek, amikor bekerült a börtönbe). Frank a székhez szíjazza az igazgatót és elkezdi lenyomni a kapcsolókat, amik arra szolgálnak, hogy áramot vezessenek a székben ülő fejébe. Eddigre odaérnek a fegyveresek, Frank azonban a kezét az utolsó kapcsolóhoz szíjazza, így az akkor is bekapcsolódik, ha ő meghal, mert a súlya működésbe hozza. Az igazgató eleinte tagadja, majd bevallja, hogy ő tervelte ki a fiatal fiú meggyilkolását és a többi provokációt Frank ellen. Meissner őrizetbe veteti az igazgatót.
Frank pár nap múlva civil ruhában van és örömmel köszön el a bent maradó raboktól és a kapuban Meissnerrel is kezet fog. Kint a barátnője várja.
|  | Itt a vége a cselekmény részletezésének! |

## Szereplők
| Színész             | Szerep                   | Magyar hang     |
| ------------------- | ------------------------ | --------------- |
| Sylvester Stallone  | Frank Leone              | Gesztesi Károly |
| Donald Sutherland   | Drumgoole börtönigazgató | Szilágyi Tibor  |
| John Amos           | Meissner százados        | Buss Gyula      |
| Sonny Landham       | „Chink” Weber            | Csurka László   |
| Tom Sizemore        | Dallas                   | Balkay Géza     |
| Frank McRae         | „Felhő”                  | Hollósi Frigyes |
| Darlanne Fluegel    | Melissa                  | Spilák Klára    |
| William Allen Young | Braden őr                | Melis Gábor     |
| Larry Romano        | „Határpont” Pena         | Rudolf Péter    |
| Danny Trejo         | bandatag                 |                 |

## Kritikai fogadtatás
A bemutatást nem követte nagy figyelem, így a film csak 22 millió dollárt termelt a mozikban. A kritikusok sem kedvelték a filmet, ennek ellenére a későbbi években (főleg a VHS-korszakban és a DVD megjelenéskor) felkeltette az emberek figyelmét. A filmet 1990-ben három Arany Málna díjra jelölték: legrosszabb film, legrosszabb férfi főszereplő (Stallone) és legrosszabb férfi mellékszereplő (Donald Sutherland) díjára.

## Forgatási helyszínek
- East Jersey Prison, New Jersey állam, USA
- Northern State Prison, New Jersey

## Érdekesség
A forgatásban részt vett a tényleges elítéltek és őrök egy része is.